# Goodwill
Goodwill udgør indenfor regnskabsvæsen den mérværdi, et firma eller forretningsområde har i forhold til værdien af de enkelte dele, det udgøres af. Er goodwill negativ, kaldes det også badwill.
En goodwill er kun synlig i den situation, at firmaet eller forretningsområdet er genstand for omsætning. Således er forskellen mellem børsnoterede selskabers markedsværdi og den bogførte egenkapital udtryk for en goodwill.
På grund af den manglende verificerbarhed tillades goodwill sjældent optaget i et regnskab. Undtagelsen hertil er tilfældet, hvor goodwill er erhvervet fra en uafhængig tredjepart – eksempelvis ved overtagelse af et selskab eller et forretningsområde. Her vil man kunne opgøre værdien af goodwill som forskellen mellem en fair vurdering af de håndgribelige enkeltdele og betalte pris (som repræsenterer den forventede fremtidige indtjening). Goodwill kan i den situation medtages under immaterielle anlægsaktiver, og vil skulle afskrives, normalt over ikke mere end 20 år.
Er der tale om, at en virksomhed overtages som dattervirksomhed i en koncern, kaldes forskellen mellem købsprisen og værdien af enkeltdelene for koncerngoodwill i koncernregnskabet.
Indenfor den engelsksprogede litteratur benyttes goodwill også om godgørenhed og samfundsmæssig tillidskapital. Der er ikke en tilsvarende dansk anvendelse af begrebet.
I den juridiske verden, anses goodwill som et frit omsætteligt formuegode og kan pantsættes efter reglerne om underpantsætning af løsøre, jf. TL § 47.
Panthaver kan ikke kræve goodwill underlagt tvangsauktion, men kan derimod kræve det goodwillbeløb, der måtte blive genereret hvis virksomheden senere bliver solgt af skyldner eller dennes konkursbo. 